# 河上邦彦
河上 邦彦（かわかみ くにひこ、1945年5月10日 - ）は、日本の考古学者、元神戸山手大学教授。

## 経歴
1945年、大阪市生まれ。1965年関西大学大学院文学科日本史学専攻修士課程修了(後に1995年「後期古墳の研究」を関西大学に提出して文学博士の学位を取得)。
卒業後は、1970年より奈良県立橿原考古学研究所に勤務し、1972年に同研究所技師となる。1980～82年、北京大学に留学。橿原考古学研究所第三調査室長、副所長および同附属博物館館長を務め、神戸山手大学教授を兼任した。また、中国西北大学客員教授。中国社会科学院古代文明研究センター客員研究員。広陵町教育委員会文化財保存センター所長。
飛鳥京跡、牧野古墳、東明神古墳、下池山古墳、黒塚古墳など多くの調査を担当した。

## 著書
- 『考古学点描』六興出版 ロッコウブックス 1989
- 『後・終末期古墳の研究』雄山閣出版 1995
- 『飛鳥を掘る』講談社選書メチエ 2003
- 『飛鳥発掘物語』産経新聞ニュースサービス 2004
- 『大和葛城の大古墳群 馬見古墳群』新泉社 シリーズ「遺跡を学ぶ」 2006

### 共編著
- 『飛鳥学』全2巻　和田萃,菅谷文則共編著 人文書院 1996
- 『大和の終末期古墳』編 学生社 2005
- 『新近畿日本叢書大和の考古学 第3巻 大和の古墳 2』奈良県立橿原考古学研究所監修（編）近畿日本鉄道 2006
- 『三輪山と古代の神まつり』小笠原好彦,菅谷文則,鈴鹿千代乃,平林章仁,広瀬和雄,和田萃共著 学生社 2008

## 論文
- Cinii(河上邦彦)